# Alfred Meyer
Alfred Meyer (Gotinga, 5 de octubre de 1891 - 11 de abril de 1945) fue un abogado, militar y político de la Alemania Nazi.

## Biografía
Meyer estudió Derecho y Economía Política. Como oficial del Ejército alemán durante la Primera Guerra Mundial, fue hecho prisionero de guerra por los franceses en 1917. Después de la guerra trabajó como oficial de Minería en Gelsenkirchen. Meyer se unió al Partido Nazi en 1928 y fue elegido como diputado ante el Reichstag y Gauleiter para Westphalia del Norte en 1930.
Fue promovido al cargo de Gobernador de Lippe y Schaumburg-Lippe en 1933 y en 1936 es nombrado ministro de Estado. En 1938, Meyer es nombrado Obergruppenführer (Teniente General) de la SS, así como Jefe Administrativo de Westfalia. 
A principios de 1941 es nombrado como Delegado de Alfred Rosenberg como Delegado y representante del Ministerio del Reich para los Territorios Ocupados. 
Participó en la Conferencia de Wannsee en la que se planificó el exterminio de los judíos el 20 de enero de 1942.
Alfred Meyer se suicidó en la primavera de 1945.